# 421 (číslo)
Čtyři sta dvacet jedna je přirozené číslo. Následuje po číslu čtyři sta dvacet a předchází číslu čtyři sta dvacet dva. Římskými číslicemi se zapisuje CDXXI a řeckými číslicemi υκα.

## Matematika
421 je:
- Deficientní číslo
- Prvočíslo
- Nešťastné číslo

## Astronomie
- (421) Zähringia je planetka hlavního pásu, kterou objevil v roce 1896 Max Wolf

## Roky
- 421
- 421 př. n. l.